# Jules Renaudot

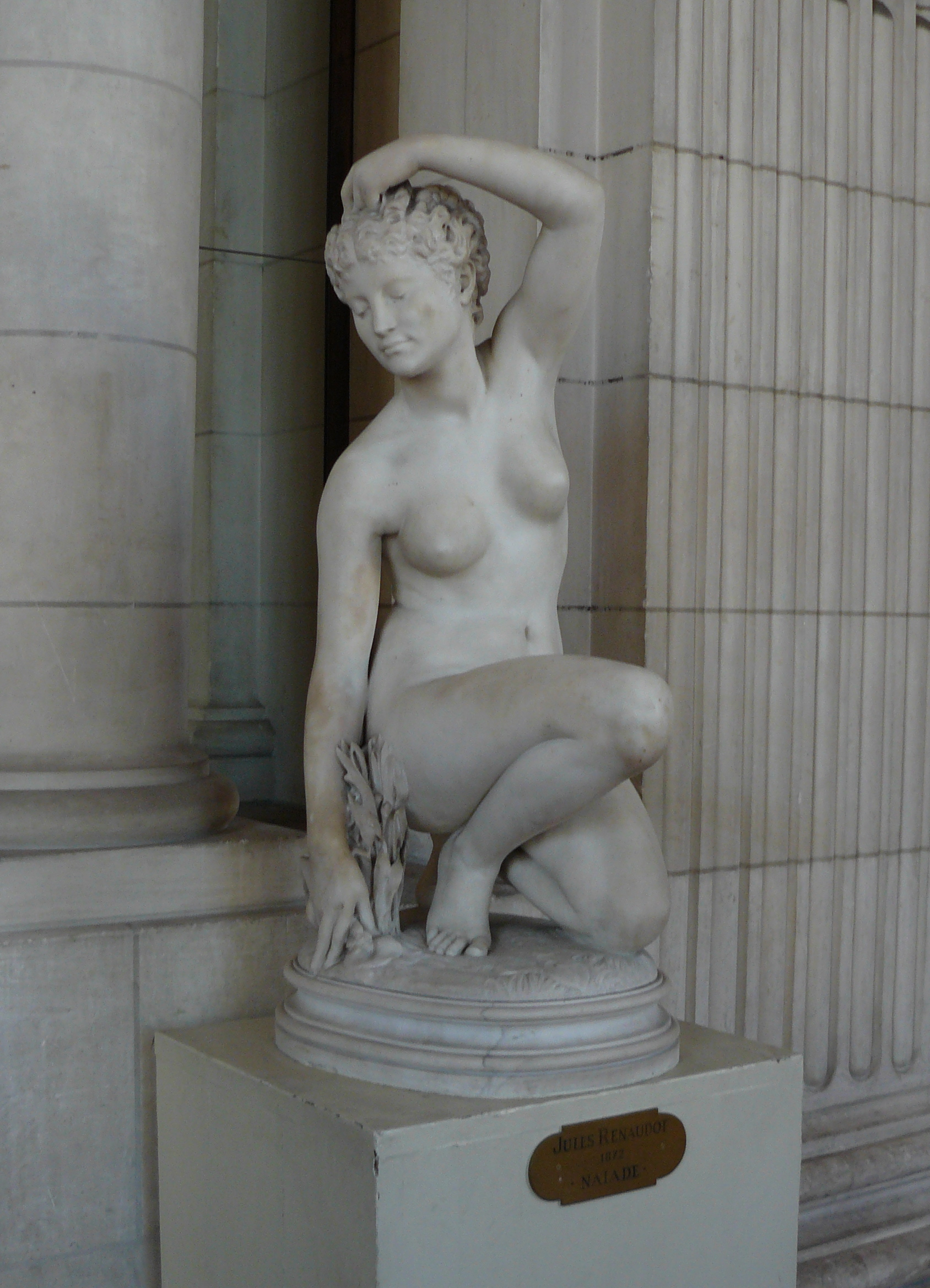
Naiade, 1872

Jules-François-Gabriel Renaudot (Parigi, 2 maggio 1836 – Parigi, 18 gennaio 1901) è stato uno scultore francese.

## Biografia
Jules Renaudot sarebbe un discendente di Théophraste Renaudot, il padre del giornalismo francese. Divenne un allievo dello scultore François Jouffroy alla scuola di belle arti di Parigi.
Viaggiando in Italia con il suo amico pittore Henri Regnault, si innamorò della figlia di un apicoltore del Lazio, Maria Veronica Concetta Latini. Alla fine degli anni 1860, ella posò come modella per Regnault (Salomè, 1870), così come per molti artisti che soggiornavano a Roma, come Stanislas Torrents (Studio di romana), e Marcello (La Pizia, 1870). Dopo aver preso parte alla guerra franco-prussiana del 1870 come ufficiale d'ordine del colonnello Gros, il comandante del quarantacinquesimo reggimento di Parigi, Renaudot ritornò a Roma, dove rincontrò Maria Latini: i due si sposarono e si trasferirono vicino a Parigi. La coppia ebbe un figlio, Jules-François-Paul, che sarebbe divenuto un pittore postimpressionista, e una figlia, Julia-Gabrielle, che sarebbe diventata la collaboratrice e poi la moglie di Camille Flammarion.

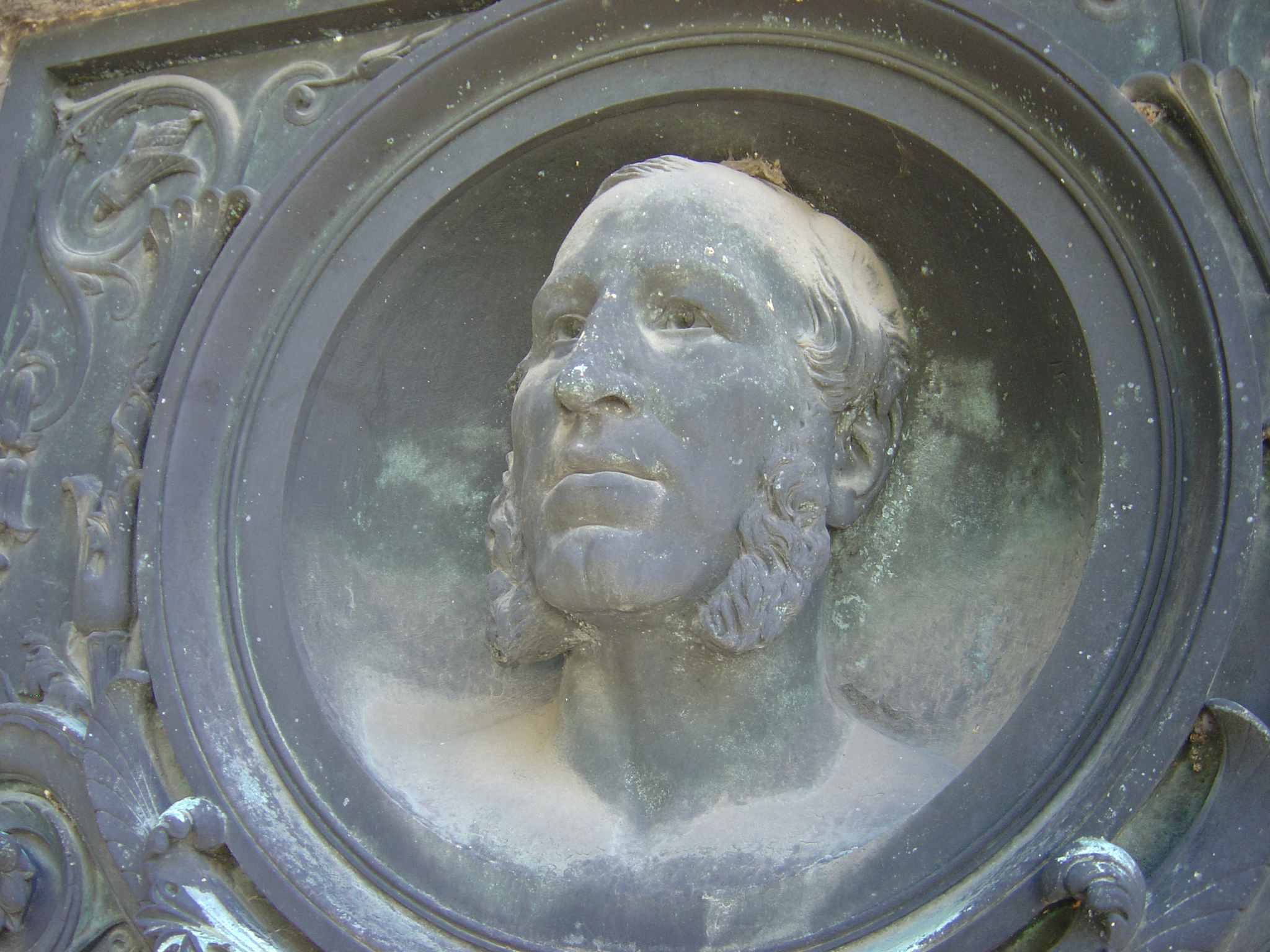
Il medaglione per la tomba di Ange Gustave Chaudey, realizzato nel 1873

Dal 1865, Jules Renaudot esponeva le proprie creazioni al Salone parigino, dove ottenne una menzione onorevole nel 1872 per la sua Naiade, la cui modella fu sua moglie. Installata nel giardino del Lussemburgo nel 1874 e rimossa molto rapidamente su richiesta dei "padri di famiglia" puritani del quartiere Saint-Sulpice, la Naiade di Renaudot oggi è conservata al municipio di Tours. L'anno successivo si occupò di realizzare un busto che ornasse la tomba del politico Ange Gustave Chaudey, che si trova al cimitero di Montmartre.
Lo studio di Renaudot si trovava al 70 bis nella rue Notre-Dame-des-Champs. Residenti dapprima a Roma (al 143 di via delle Quattro Fontane), poi a Meudon (15 dell'avenue du château), i Renaudot in seguito si trasferirono al numero 22 dell'avenue de l'Observatoire.
Dopo aver sofferto per molti anni di una salute fragile, Jules Renaudot venne colpito duramente dalla morte di sua moglie, nel dicembre del 1900: morì tre settimane dopo, il 18 gennaio del 1901, nella sua casa parigina al numero 22 dell'avenue du Maine.

## Opere

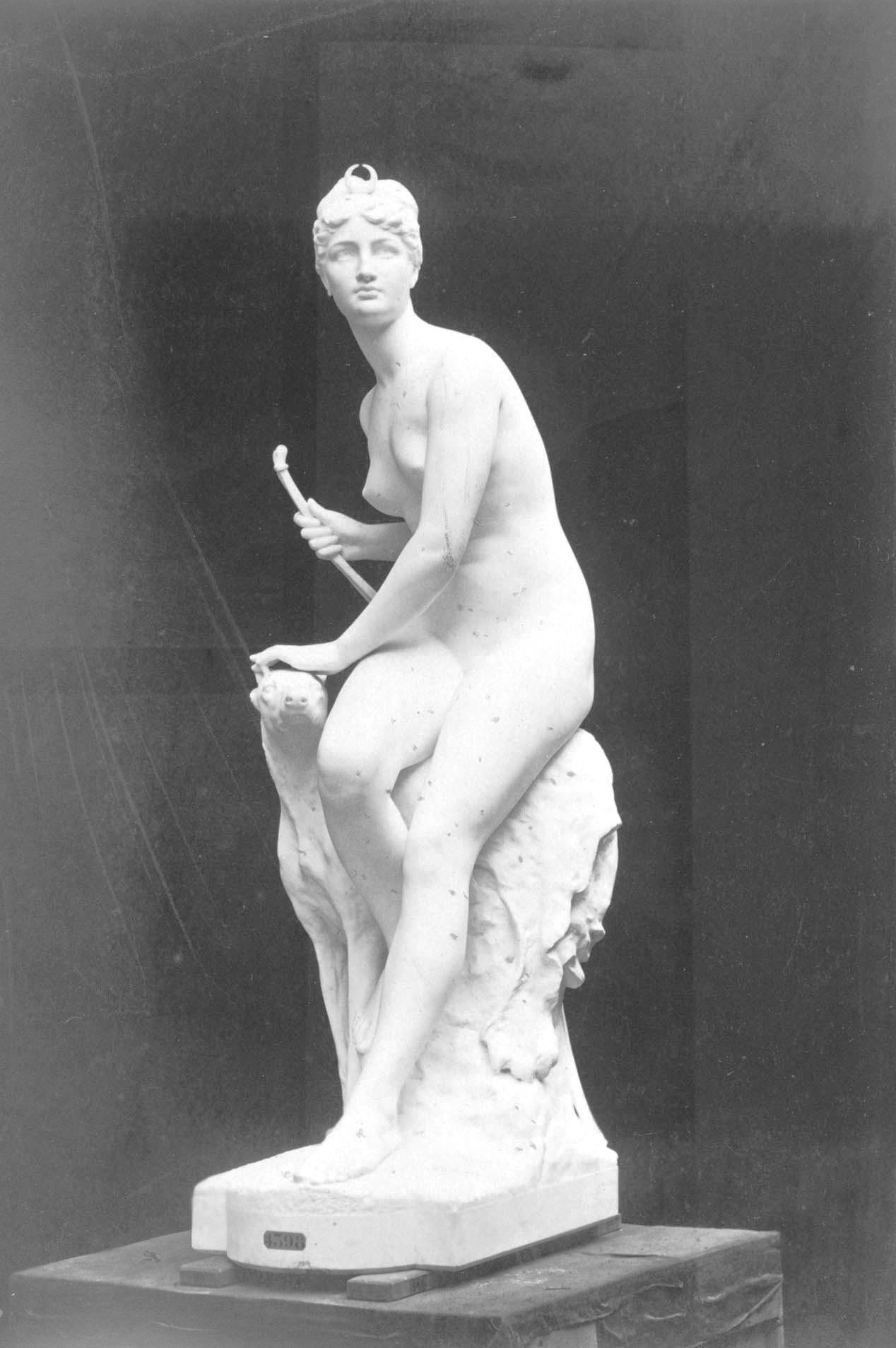
Diana, 1890

- Ritratto d'uomo, busto in bronzo, Salone del 1865.[2]
- Naiade, statua in marmo, Saloni del 1872 (menzione onorevole) e del 1878,[2] acquistata dallo Stato, installata a Parigi nel giardino del Lussemburgo nel 1874,[8] messa in deposito al museo di belle arti di Tours nel 1879, conservata al municipio di Tours.
- Gustave Chaudey, 1873, busto dentro un medaglione, bronzo (fusione di Barbedienne),[11] Parigi, cimitero di Montmartre.
- Diana, gruppo in gesso, Salone del 1875,[2] acquistato dallo Stato e messo in deposito al museo di belle arti di Pau nel 1890.
- Georges Cuvier, 1875, busto in marmo, commissionato dallo Stato nel 1874, messo in deposito al consiglio di Stato prima del 1880.[12]
- Georges Cuvier, busto in marmo, commissionato dallo Stato nel 1876 per il collège di Montbéliard.
- Ritratto M. Paul S., busto in marmo, Salone del 1879.[2]
- Balard, medaglione di marmo, commissionato dallo Stato nel 1878 per la scuola superiore di farmacia di Parigi.
- Charles Le Brun, 1881, statua in pietra, commissionata nel 1879[13] per la facciata del municipio di Parigi.[2]
- Pierre Perrin, 1881 circa, busto in marmo, commissionato dallo Stato nel 1879, messo in deposito all'Opéra national de Paris.
- Diana, gruppo in marmo tratto dal gesso esposto nel 1875, commissionato dallo Stato ed esposto al Salone del 1890 (medaglia di terza classe),[14] messo in deposito all'hôtel de Lassay nel 1891.[15][16]